# Issam Sartawi
Issam Sartawi (Arabisch: عصام السرطاوي) (Acre, 1935 – Albufeira, 10 april 1983), was arts-cardioloog, en een van de leden van het eerste uur van de Palestine Liberation Organization (PLO). Hij was voorstander van een vredesakkoord met Israël en van een tweestatenoplossing, met Oost-Jeruzalem als hoofdstad van de toekomstige Palestijnse staat. Hij behoorde tot de gematigde vleugel binnen de PLO.
Hij studeerde af aan de faculteit medische wetenschappen van de universiteit van Bagdad, specialiseerde zich tot cardioloog en haalde zijn MD in de Verenigde Staten. In 1967 keerde hij terug naar Palestina om er onder meer de Palestijnse afdeling van de Rode Halve Maan te helpen oprichten. Ook werd hij lid van Fatah.
Nadat het Israëlisch Vredesberaad (Israeli Council for Israel-Palestine Peace), bestaande uit meer gematigde zionistische Israëli's zoals Matti Peled en Uri Avnery, in de jaren 1970 publieke bekendheid had gekregen, zochten gematigde sleutelfiguren uit de PLO toenadering. Zo kwam Matti Peled, een generaal uit de Zesdaagse Oorlog, in contact met Issam Sartawi die toen adviseur 'Europa en Noord-Amerika' van Yasser Arafat was.
Peled's zoon Miko Peled schreef over hun ontmoetingen in Europa en Noord-Afrika. Deze contacten waren levensgevaarlijk en moesten bijgevolg geheim blijven. Zo gebruikte Sartawi zijn codenaam 'de Vriend' wanneer hij met Peled belde. In 1979 kregen hij en de Israëlische onderhandelaar Aryeh Eliav de Bruno Kreiskyprijs voor hun pogingen een einde te maken aan het Israëlisch-Palestijns conflict conflict.
Sartawi vond dat de PLO positief had moeten reageren op het vredesplan van de Amerikaanse president Ronald Reagan van september 1982. Dat plan voorzag een periode van vijf jaar van Palestijns zelfbestuur in de bezette Palestijnse Gebieden, waarna vredesbesprekingen van start zouden gaan. Deze zouden moeten leiden tot een zogenaamd "Palestinian-Jordanian State" (Palestijnse staat in eenheid met Jordanië). Arafat verbood hem vanwege zijn kritiek te spreken voor de Palestijnse Nationale Raad, maar toen Sartawi (tot tweemaal toe) zijn ontslag aanbood, weigerde Arafat dit te aanvaarden.
In 1983 en kort nadat Arafat en de PLO uit Beiroet waren verdreven, bezocht Peled met een delegatie van het Vredesberaad Arafat in zijn nieuwe hoofdkwartier bij Tunis. Daarbij waren ook Mahmoud Abbas en Issam Sartawi aanwezig. Op 10 april van datzelfde jaar werd Sartawi vermoord in de lounge van het Montechoro-hotel in Albufeira in Portugal. Dit gebeurde tijdens het congres van de Socialistische Internationale, waarvoor Mario Soares hopend op een doorbraak onder de Israëlische socialisten, de PLO met Sartawi als waarnemer had uitgenodigd. Het congres zou eerst in Sydney worden gehouden, maar de Australische socialisten waren tegen de aanwezigheid van de PLO. De groep van Abu Nidal zou de moord hebben opgeëist, maar of zij verantwoordelijk was bleef onduidelijk.
In 1998 werd ter nagedachtenis aan hem het Issam Sartawi Centrum voor het bevorderen van vrede en democratie (ISCAPD) opgericht aan de Al-Quds-universiteit, de Arabische Universiteit van Jeruzalem.